# Ferulago
Ferulago es un género de plantas herbáceas con 12 especies en la familia Apiaceae.

## Descripción
Son hierbas perennes. Tiene hojas 3-4 pinnatisectas. Inflorescencias paniculadas, con ramas alternas, brácteas y bracteolas. Dientes del cáliz pequeños. Pétalos amarillos. Frutos del contorno elíptico, con mericarpos fuertemente comprimidos dorsalmente, con alas laterales más o menos desarrolladas; costillas dorsales filiformes; vitas numerosas. Endospermo plano.

## Taxonomía
El género fue descrito por Wilhelm Daniel Joseph Koch y publicado en Nova Acta Physico-medica Academiae Caesareae Leopoldino-Carolinae Naturae Curiosorum Exhibentia Ephemerides sive Observationes Historias et Experimenta 12: 97. 1824. La especie tipo es: Ferulago thyrsiflora (Sm.) Koch.

## Especies
- Ferulago angulata
- Ferulago asparagifolia
- Ferulago campestris
- Ferulago confusa
- Ferulago galbanifera
- Ferulago humilis
- Ferulago macrosciadea
- Ferulago mughlae
- Ferulago sandrasica
- Ferulago silaifolia
- Ferulago thirkeana
- Ferulago trachycarpa